# Quiero vivir tal vez sin amor
«Quiero vivir tal  vez sin amor» es una canción de la banda peruana de rock, Arena Hash, compuesta por Christian Meier y cantada por Pedro Suárez-Vértiz en el segundo álbum de estudio, Ah Ah Ah, publicado en 1991.

## Recepción
La canción tuvo poca difusión en las radios locales del Perú, aunque después sería superado por otra canción que tuvo buena acogida, Y es que sucede así.